# Fairfield (Connecticut)
Fairfield – miasto w Stanach Zjednoczonych, w stanie Connecticut, w hrabstwie Fairfield. W 2010 roku liczyło 59 404 mieszkańców.
W 2006 roku zajęło dziewiąte miejsce wśród miast Stanów Zjednoczonych na liście "100 najlepszych miejsc do życia w Stanach Zjednoczonych" stworzonej przez CNN i magazyn Money.
W miejscowości były kręcone sceny do filmu Droga do szczęścia z 2008 roku.
W mieście rozwinął się przemysł metalowy.